# 中微子振荡
中微子振荡（英語：neutrino oscillation）是一个量子力学现象，是指微中子在生成時所伴隨的輕子（包括電子、渺子、陶子）味可在之後轉化成不同的味，而被測量出改變。當微中子在空間中傳播時，測到微中子帶有某個味的機率呈現週期性變化。
理论物理学家布鲁诺·庞蒂科夫最先於1957年提出此猜想。爾後一連串的各种實驗皆觀察到此一現象。微中子振盪也是长期未解决的太陽微中子問題的解答。
中微子振荡无论对理论物理还是实验物理而言都是相当重要的。因为这意味着中微子具有非零的靜質量，这与原始版本的粒子物理标准模型不相吻合。
由於发现了微中子振盪現象存在的證明，並取得微中子質量數據，日本超級神岡探測器的梶田隆章以及加拿大薩德伯里微中子觀測站的阿瑟·麥克唐納兩人獲頒2015年諾貝爾物理學獎。

## 实验观测
科学家应用各种不同的探测器技术对各能量级的中微子进行测量，如今各种来源的中微子振荡已被多方面的实验收集的大量证据所证实。

### 太阳中微子振荡
在以美国科学家雷蒙德·戴维斯领导的Homestake实验中，发现观测到的中微子流量与标准太阳模型预测的不符（太阳中微子问题）。这是实验中人们第一次观测到和中微子振荡有关的现象。随后，更多基于使用放射性元素和水契忍可夫輻射探测器的实验证实了同样的现象。直到2001年加拿大萨德伯里中微子天文台的测量结果发表，人们才能够充分的证实这数量上的不符是由中微子振荡引起的。
太阳中微子的能量及一般在20百万电子伏特以下，传播距离为太阳和地球之间的距离。在5百万电子伏以上，太阳中微子的振荡通过在太阳体内的振荡而产生 MSW 作用，这与下文中将会提到的真空振荡是两个不同的过程。

### 大气层中微子振荡
早期IMB，MACRO和日本的神冈探测器均观测到从大气层中放射出的μ中微子与电中微子比例的偏差。此后超级神冈探测器在此基础上进行更为精确的测量，能量覆盖幅度由百万电子伏至亿万电子伏，基线长度为地球的半径。

### 核反应堆中微子振荡
核反应堆实验可以用来探测反电中微子的振荡。此类实验中最突出的是KamLAND。反应堆中产生的反中微子和太阳中微子的能量级相当。此类试验的基线长度短至数十米，长至数百公里。
2012日3月8日，大亞灣中微子實驗國際合作組宣佈，發現最後一種中微子振盪，並且測量到其振盪機率 {\displaystyle \sin ^{2}(2\theta _{13})=0.092\pm 0.017} 。假若這結果成立，物理學者立可開始研究中微子與反中微子之間的不對稱性，嘗試解釋為甚麼宇宙中的物質超多於反物質。

### 粒子束中微子振荡
利用加速器产生的中微子束可使实验相对更容易人为控制。此类的实验观察与大气层中微子振荡同样的现象，基线长度多为数百公里。中微子在此类试验中的能量级为数十亿电子伏。MINOS的最新报告指出其观测结果与K2K及SuperK的相符合。
早期LSND机器发表了非常具有争议性的观测结果。新设计的MinibooNE实验机于2007年初发表的结果驳回了LSND的所谓两中微子模型。
正在设计中的T2K实验将利用295公里长的基线和SuperK探测器来测量一参量{\displaystyle \theta _{13}}，预期2009年开机。类似的NOvA利用810公里长的基线和MINOS探测器。

## 理论解释
中微子振荡的概念与中性K介子系统中的振荡相似，最早由理论物理学家布鲁诺·庞蒂科夫于1957年提出。
以下将会讨论到的整套原理由庞蒂科夫于1967年发表。一年后太阳中微子问题首次被观提出。接着格利波夫（Gribov）和庞蒂科夫于1969年联合发表了一篇著名的文章《中微子天文学与轻子电量》。

### PMNS矩阵
太阳和大气层中微子试验的观测结果说明中微子振荡的根源在于其味特征态与质量特征态不完全相同。这两种特征态之间的关系可通过以下方程来描述：
{\displaystyle \left|\nu _{\alpha }\right\rangle =\sum _{i}U_{\alpha i}\left|\nu _{i}\right\rangle \,}
{\displaystyle \left|\nu _{i}\right\rangle =\sum _{\alpha }U_{\alpha i}^{*}\left|\nu _{\alpha }\right\rangle },
其中
- {\displaystyle \left|\nu _{\alpha }\right\rangle } 是在某一指定味特征态下的中微子。 α可为电子、μ子或τ子。
- {\displaystyle \left|\nu _{i}\right\rangle } 是在某一指定质量特征态下的中微子。 其中，i = 1, 2, 3
- {\displaystyle {}^{*}}表明複共軛矩陣（如果把两式中的矩阵参量交换，就可以得到描述反中微子的方程）

{\displaystyle U_{\alpha i}}通常称为PMNS矩阵（亦称“中微子振荡矩阵”）。这与描述夸克的 CKM 矩阵 非常相似。
假设此矩阵为对等矩阵，那么中微子的味特征态会和质量特征态相同。但实验证明，事实并非如此。
如果把3味的中微子全部考虑进去，此矩阵为3×3矩阵。很多时候只考虑两个，于是会用2×2矩阵。如果要描述多一个中微子（下文会提到），需要4×4或是更高维的矩阵。 以下为3×3矩阵：
{\displaystyle {\begin{aligned}U&={\begin{bmatrix}U_{e1}&U_{e2}&U_{e3}\\U_{\mu 1}&U_{\mu 2}&U_{\mu 3}\\U_{\tau 1}&U_{\tau 2}&U_{\tau 3}\end{bmatrix}}\\&={\begin{bmatrix}1&0&0\\0&c_{23}&s_{23}\\0&-s_{23}&c_{23}\end{bmatrix}}{\begin{bmatrix}c_{13}&0&s_{13}e^{-i\delta }\\0&1&0\\-s_{13}e^{i\delta }&0&c_{13}\end{bmatrix}}{\begin{bmatrix}c_{12}&s_{12}&0\\-s_{12}&c_{12}&0\\0&0&1\end{bmatrix}}{\begin{bmatrix}e^{i\alpha _{1}/2}&0&0\\0&e^{i\alpha _{2}/2}&0\\0&0&1\end{bmatrix}}\\&={\begin{bmatrix}c_{12}c_{13}&s_{12}c_{13}&s_{13}e^{-i\delta }\\-s_{12}c_{23}-c_{12}s_{23}s_{13}e^{i\delta }&c_{12}c_{23}-s_{12}s_{23}s_{13}e^{i\delta }&s_{23}c_{13}\\s_{12}s_{23}-c_{12}c_{23}s_{13}e^{i\delta }&-c_{12}s_{23}-s_{12}c_{23}s_{13}e^{i\delta }&c_{23}c_{13}\end{bmatrix}}{\begin{bmatrix}e^{i\alpha _{1}/2}&0&0\\0&e^{i\alpha _{2}/2}&0\\0&0&1\end{bmatrix}},\end{aligned}}}
其中{\displaystyle s_{12}=\sin \theta _{12}}，{\displaystyle c_{12}=\cos \theta _{12}}，以此类推。 
假如中微子是一种马约拉纳粒子（目前还不清楚），所有相位因数α1和α2均为零，并且与不参与振荡现象。假如存在中微子双电子衰变，那么这些因数将会影响衰变的速度。另外一个相位因数δ只有在CP不守恒时才会有非零值。理论预言中微子会违反CP守恒，但实验上还未观察到此现象。假如实验证明这3×3矩阵不是对等矩阵，我们或许需要通过引入“惰性中微子”（sterile neutrons）或是其他新概念来解释试验的数据。

## 观测到的振荡参数值
- sin2(2θ13) = 0.092±0.017[8]
- tan2(θ12) = 0.457+0.040
−0.029. 这对应于 θ12 ≡ θsol = 34.06+1.16
−0.84° ("sol" 代表太阳)[9]
- sin2(2θ23) > 0.92 在 90% 置信水平, 相应的 θ23 ≡ θatm = 45±7.1° ("atm" 代表大气)[9]
- Δm2
21 ≡ Δm2
sol = 7.59+0.20
−0.21×10−5 eV2[9]
- |Δm2
31| ≈ |Δm2
32| ≡ Δm2
atm = 2.43+0.13
−0.13×10−3 eV2[9]
- δ, α1, α2, 和 Δm2
32 的符號目前未知。

## 链接
- All neutrino data in one plot（页面存档备份，存于）
- Maury Goodman, "The Neutrino Oscillation Industry" (2005). (Provides links to many other neutrino oscillation websites.)